# Bahlinger SC
El Bahlinger SC es un equipo de fútbol de Alemania que juega en la Regionalliga Südwest, una de las ligas que conforman la cuarta división del fútbol alemán.

## Historia
Fue fundado el 16 de junio de 1929 en el poblado de Kaiserstuhl en Bahlinger con el nombreFC Bahlingen y en 1946 se fusionaron con el TV Bahlingen para crear al club actual. 
Desde inicios de los años 1960s el club estuvo jugando en la cuarta categoría, ascendiendo a la tercera división en 1969, en la cual permaneció por nueve años hasta que nació la 2. Bundesliga y bajaron a la cuarta categoría. Luego temprano en los años 1990s hubo otra reorganización en Alemania que los hizo bajar hasta la quinta división.
En 2003 el club apareció por primera vez en la Copa de Alemania, eliminando en la primera ronda al Alemannia Aachen 1-0, pero fueron eliminados en la segunda ronda por el SV Waldhof Mannheim.
En la temporada 2014/15 el club finalizó en segundo lugar de su grupo, con lo que el club se ganó el derecho de jugar el playoff de ascenso. Luego del retiro de TSV Lehnerz y vencer al SC Hauenstein lograron ascender a la Regionalliga Südwest por primera vez en su historia.

## Palmarés
- Oberliga Baden-Württemberg: 1

2019
- Verbandsliga Südbaden: 1

1996
- South Baden Cup: 3

2002, 2013, 2015